# Аль-Шабаб (футбольный клуб, Эс-Сиб)
«Аль-Шабаб» — оманский футбольный клуб, базирующийся в Эс-Сиб, выступающий в Оманской Премьер-лиге. Домашние матчи команда проводит на стадионе Аль-Сиб, вмещающем около 14 000 зрителей и являющемся муниципальной собственностью.

## История
«Аль-Шабаб» был основан в 2003 году. В Оманской лиге, главной в системе футбольных лиг Омана, команда дебютировала в сезоне 2008/09. По итогам чемпионата «Аш-Шабаб» занял 6-е место, в самой середине турнирной таблицы. В следующем году лишь 1 очко отделило клуб от зоны вылета. В сезоне 2010/11 история практически повторилась: «Аш-Шабаб» занял место в середине итоговой таблицы, но всего в 2 очках от выбывания в Первый дивизион. 
А на протяжении чемпионата 2011/12 «Аль-Шабаб» до последнего тура вёл борьбу за чемпионство с клубом «Фанджа». «Аль-Шабаб» в итоге уступил титул по дополнительным показателям. Второе же место позволило клубу дебютировать в международных соревнованияхК. «Аш-Шабаб» принял участие в Клубном кубке чемпионов Персидского залива 2012/2013, где занял последнее место в группе с катарским «Аль-Харитиятом» и кувейтской «Казмой». В чемпионате страны же клуб вернулся на привычные ему позиции середняка.

## История выступлений
| Сезон   | Дивизион        | Место | Кубок          |
| ------- | --------------- | ----- | -------------- |
| 2003/04 |                 |       |                |
| 2004/05 |                 |       | 1/16 финала    |
| 2005/06 |                 |       | Групповой этап |
| 2006/07 |                 |       | Групповой этап |
| 2007/08 | Первый дивизион |       | Групповой этап |
| 2008/09 | Оманская Лига   | 6-е   | 1/8 финала     |
| 2009/10 | Оманская Лига   | 8-е   | 1/16 финала    |
| 2010/11 | Оманская Лига   | 6-е   | 1/4 финала     |
| 2011/12 | Оманская Лига   | 2-е   | 1/16 финала    |
| 2012/13 | Оманская Лига   | 8-е   | 1/4 финала     |
| 2013/14 | Оманская Лига   | 10-е  | 1/8 финала     |
| 2014/15 | Оманская Лига   | 10-е  | 1/16 финала    |